# Cestrum velutinum
Cestrum velutinum là loài thực vật có hoa trong họ Cà. Loài này được Hiern mô tả khoa học đầu tiên năm 1877.